# Paragorgia coralloides
Paragorgia coralloides är en korallart som beskrevs av Bayer 1993. Paragorgia coralloides ingår i släktet Paragorgia och familjen Paragorgiidae. Inga underarter finns listade i Catalogue of Life.